# Stakčín
Stakčín (do roku 1902 Sztakcsin, maďarsky Takcsány, rusínsky Стащін) je obec na Slovensku v okrese Snina. Žije zde přibližně 2 400 obyvatel. Rozloha obce je 16 774 hektarů.

## Historie
Dávné osídlení této oblasti naznačují dva archeologické nálezy – masivní oštěp z opálového rohovce pocházející z mladší doby kamenné a bronzová sekerka s tulejí a ouškem řazená do pozdní doby bronzové.
V roce 1317 daroval uherský král Karel I. Robert aristokratickému úředníkovi Filipu I. Drugetovi územní majetky včetně Stakčína.
Pravděpodobně v druhé polovině 14. století nebo v 15. století se do Stakčína přistěhovalo četné rusínské obyvatelstvo se šoltysem. Z roku 1492 pochází první záznam o obyvateli vsi, který byl členem zbojnické družiny Fedora Hlavatého. V bardějovském archivu se nachází dopis, ve kterém členové této družiny vypovídali bardějovským měšťanům nepřátelství za popravu svých druhů.[zdroj?] První údaje jsou zachovány z 30. března 1492, kdy zbojnická družina přepadla panské majetky u Svidníka.[zdroj?]
V roce 1600 zde bylo obydleno 61 domů, 1–2 domy šoltysů, dům faráře a chrám.[zdroj?] Z roku 1612 pochází zmínky o velkostatku založeném rodem Drugetů, jehož součástí byly vodní mlýn, vodní pila, a později i pálenice a krčma. V letech 1641–1645 se rozšířila epidemie cholery, která téměř o polovinu snížila počet obyvatel, následkem čehož se zhoršily sociální poměry a rozšířilo zbojnictví.[zdroj?] Roku 1657 rolníci odepřeli poslušnost pánovi a vzniklo rusínské rolnické povstání.[zdroj?]
Na počátku první světové války, v listopadu 1914, pronikla ruská 48. pěší divize vedená generálem Lavrem Kornilovem přes Ruské sedlo a Stakčín do Humenného, přičemž ve Stakčíně a v jeho okolí došlo k těžkým bojům; boje probíhaly v oblasti až konce května 1915.
Do rozpadu Rakousko-Uherska v roce 1918 byl Stakčín součástí Uherska, následně byl součástí Československa až do 14. března 1939, kdy byla vyhlášen samostatný Slovenský stát, jehož součástí se stala i tato obec. Již od 4. dubna 1939 byl v důsledku malé války Stakčín součástí Maďarska. Během této doby bylo ze Stakčína do koncentračních táborů deportováno 120 Židů. Od října 1944 probíhaly ve Stakčíně a v jeho okolí těžké boje mezi německou armádou a Rudou armádou, při kterých bylo z 277 domů 114 úplně zničeno a 147 silně poškozeno. Obec byla osvobozena dne 24. listopadu 1944 a po skončení války se opět stala součástí Československa. Při osvobozovacích bojích padlo 218 sovětských vojáků.
V letech 1956–1959 byla v obci postavena nová základní škola. V roce 1957 byl v důsledku zákazu řeckokatolické církve zbourán zdejší chrám z roku 1772, v jehož základech byl v roce 1994 postaven a vysvěcen nový chrám Ochrany přesvaté Bohorodičky.
V letech 1976–1987 byla v oblasti vybudována vodní nádrž Starina, při jejíž stavbě bylo zlikvidováno sedm obcí (Dara, Ostružnica, Ruské, Smolník, Starina, Veľká Poľana, Zvala) a jejich území bylo v roce 1987 včleněno do katastru Stakčína.

## Přírodní poměry
Obec se nachází v údolí řeky Cirochy, mezi Sninou a Starinou, u soutoku potoků Ternovce a Oľchovce. Je obklopená na jihu jižním úpatím masivu Nastaz, který je součástí Bukovských a Vihorlatských vrchů. Na většině území obce se rozkládá Národní park Poloniny. Jsou zde národní přírodní rezervace Pľaša a Pod Ruským a přírodní rezervace Grúnik a Ruské.

## Doprava
Obec je dostupná jak autobusovou, tak i vlakovou dopravou. V obci je celkem osm autobusových zastávek a jedna železniční stanice, která je nejvýchodnějším vlakovým nádražím na Slovensku. Železnice v obci existuje již od roku 1912, kdy byla dokončena trať mezi Humenným, Sninou a Stakčínem.

## Pamětihodnosti
- pomník padlým v první světové válce[5]
- pravoslavný chrám Seslání Ducha svatého (v jiných zdrojích označovaný jako chrám Svaté trojice[9]), postavený v roce 1955 dle návrhu Andreje Kolomackého[4][5]
- řeckokatolický chrám Ochrany přesvaté Bohorodičky, postavený v roce 1994[4][5]
- římskokatolický kostel svatého Pia X., postavený v roce 1995[4][5]

- vojenský hřbitov z první světové války, na kterém je pochováno nejméně 959 vojáků, projektantem hřbitova byl József Lamping.[5][7]
- blízko tohoto hřbitova jsou uloženy ostatky 117 rakousko-uherských vojáků, které byly přeneseny z vojenského hřbitova v zaniklé obci Starina.[5][7]

## Osobnosti
- Vasiľ Duchnovič – rusínský řeckokatolický farář, otec Alexandera Duchnoviče[4]
- Anna Jaburová (1898–1984) – rusínská lidová zpěvačka[4][10]
- Juraj Kolinčák (1909–1984) – rusínský lidový básník[4]

## Fotogalerie

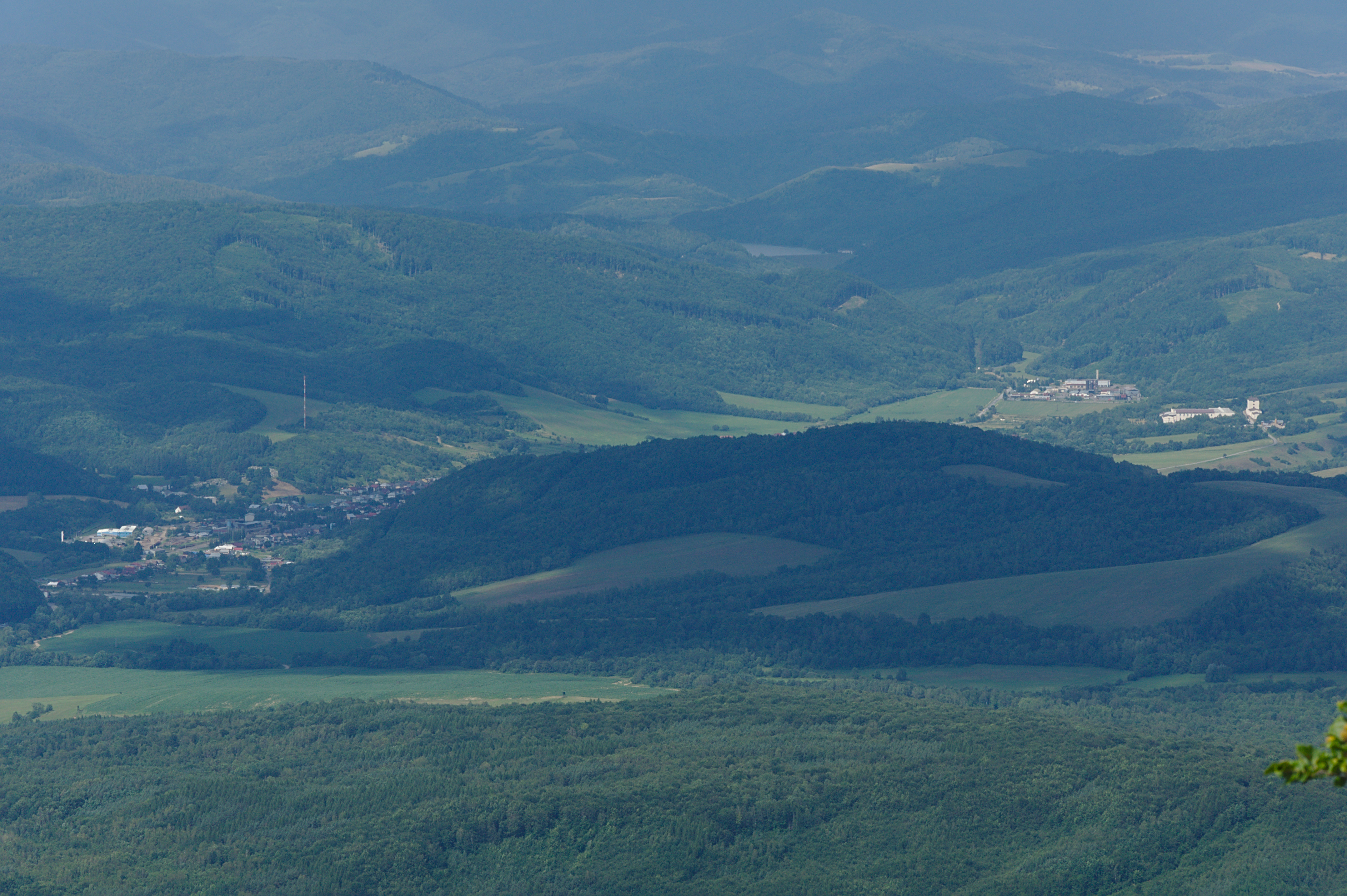
Pohled na obec ze Sninského kameňa
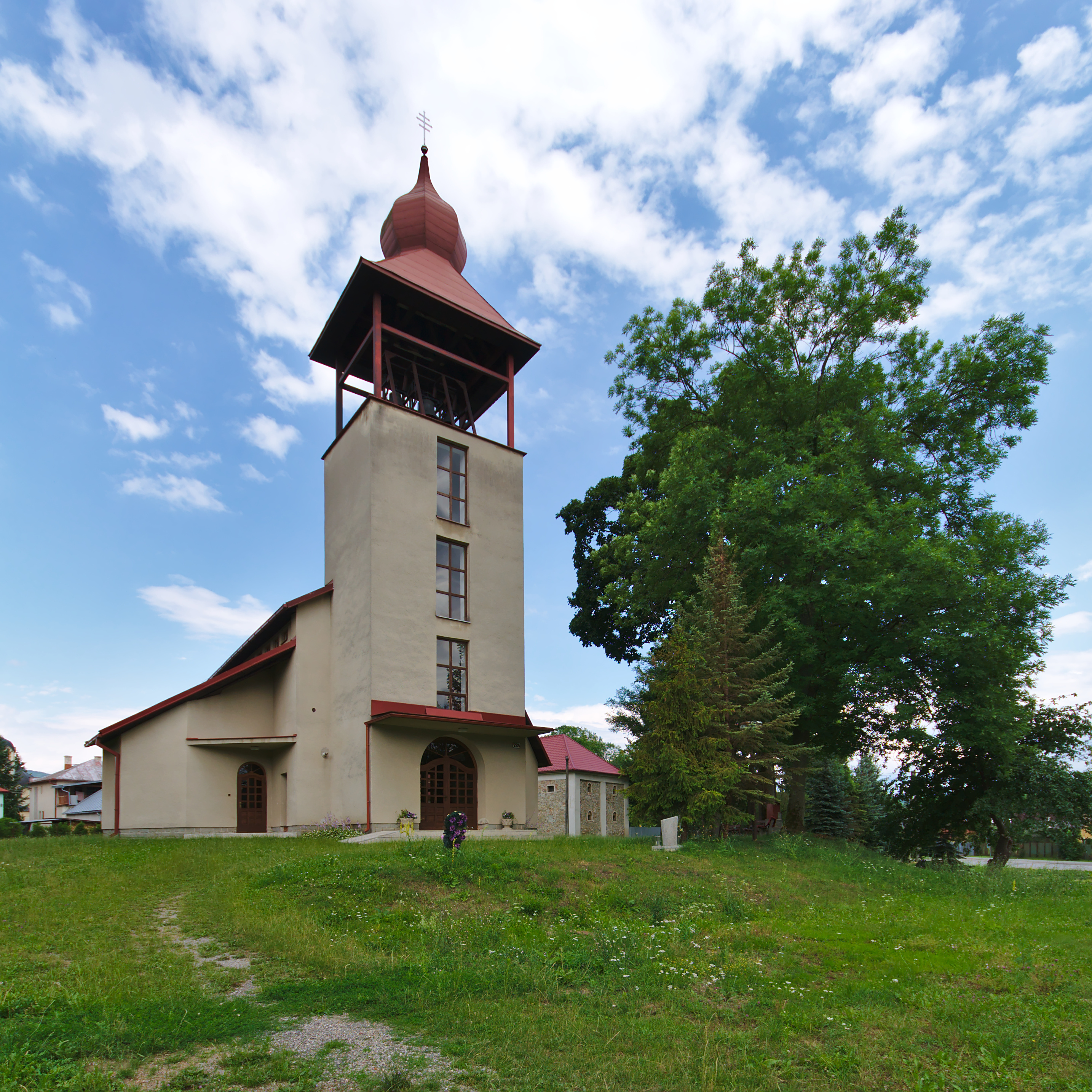
Řeckokatolický kostel
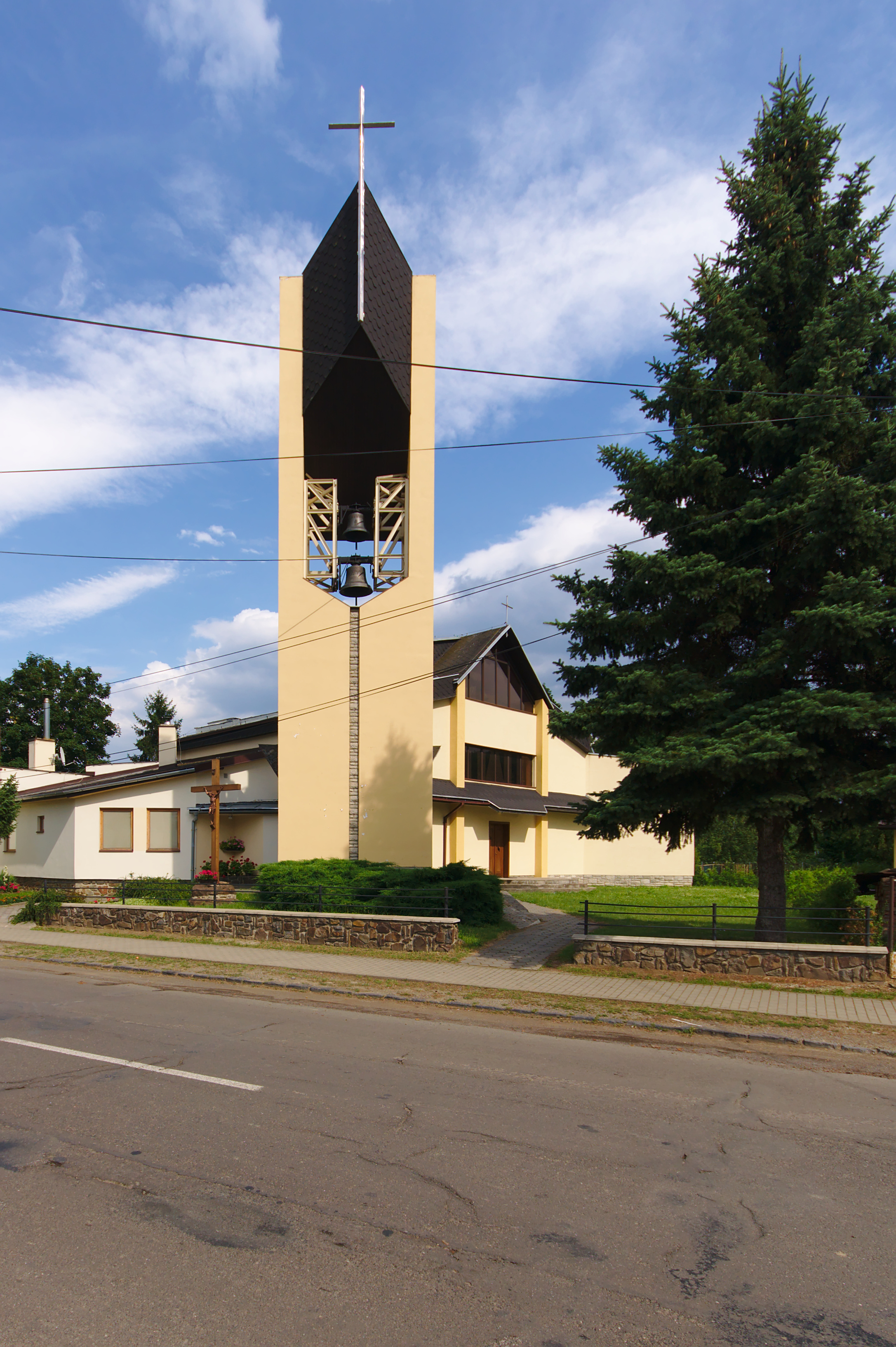
Římskokatolický kostel
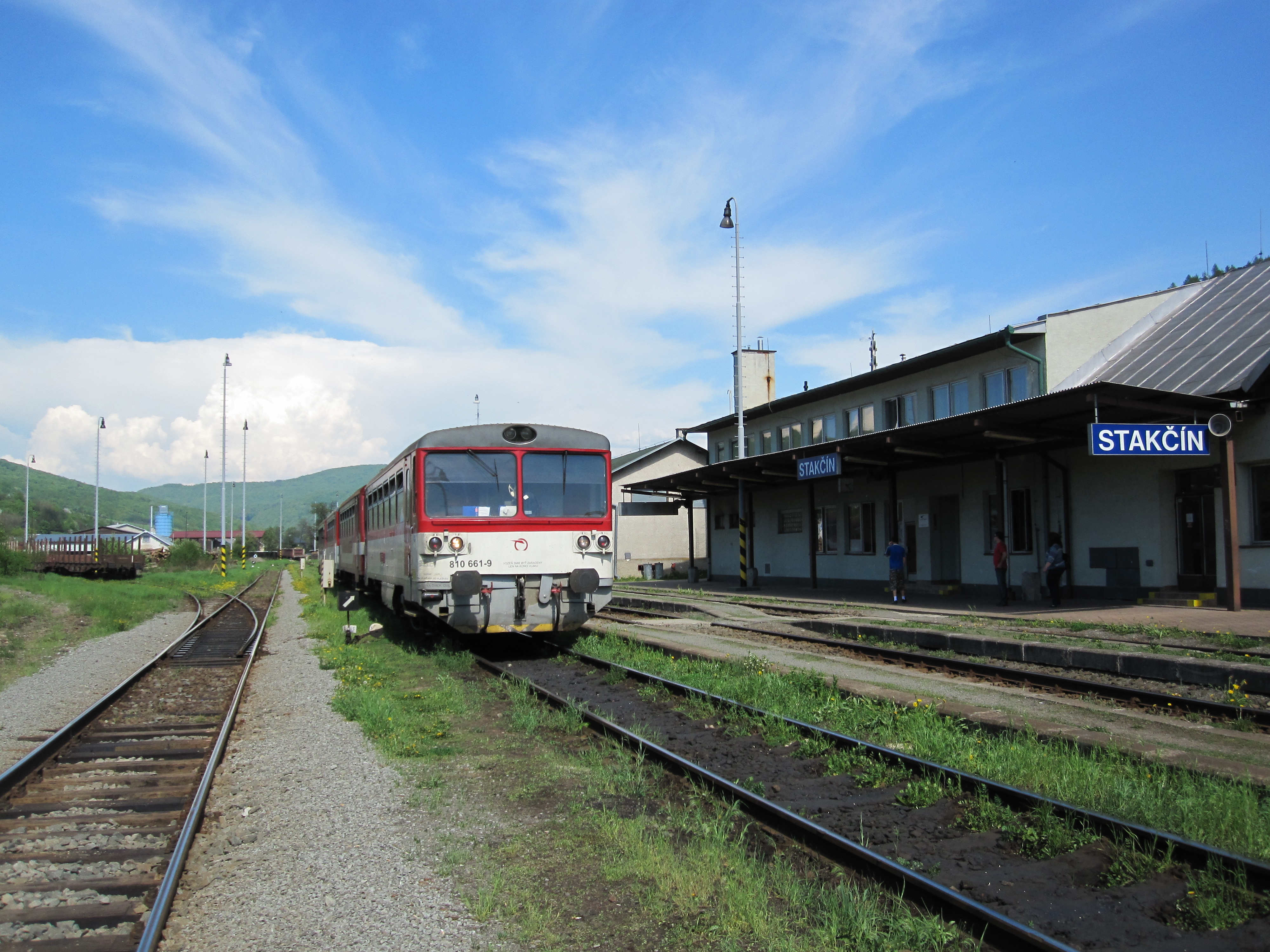
Osobní vlak v železniční stanici
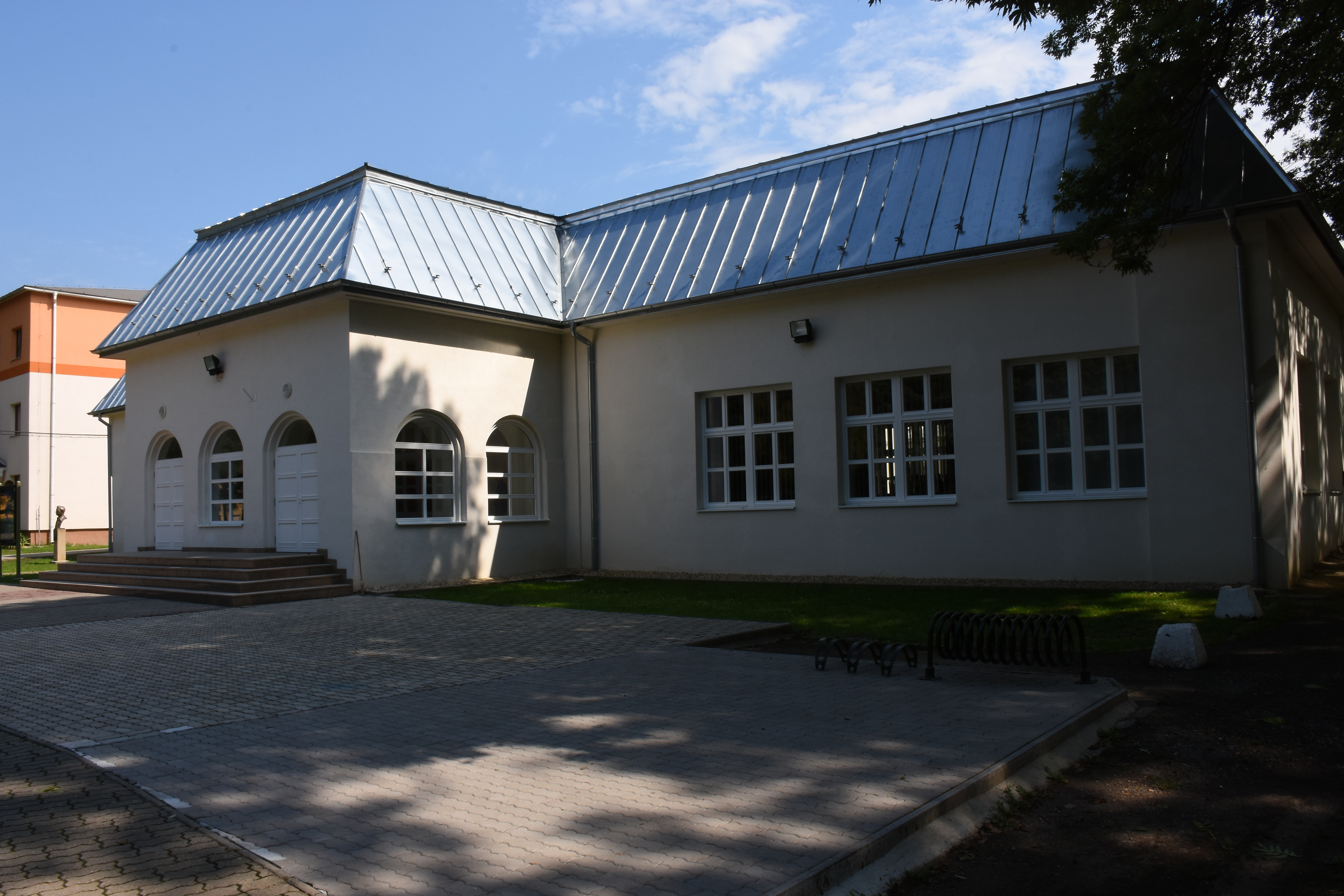
Kaštel
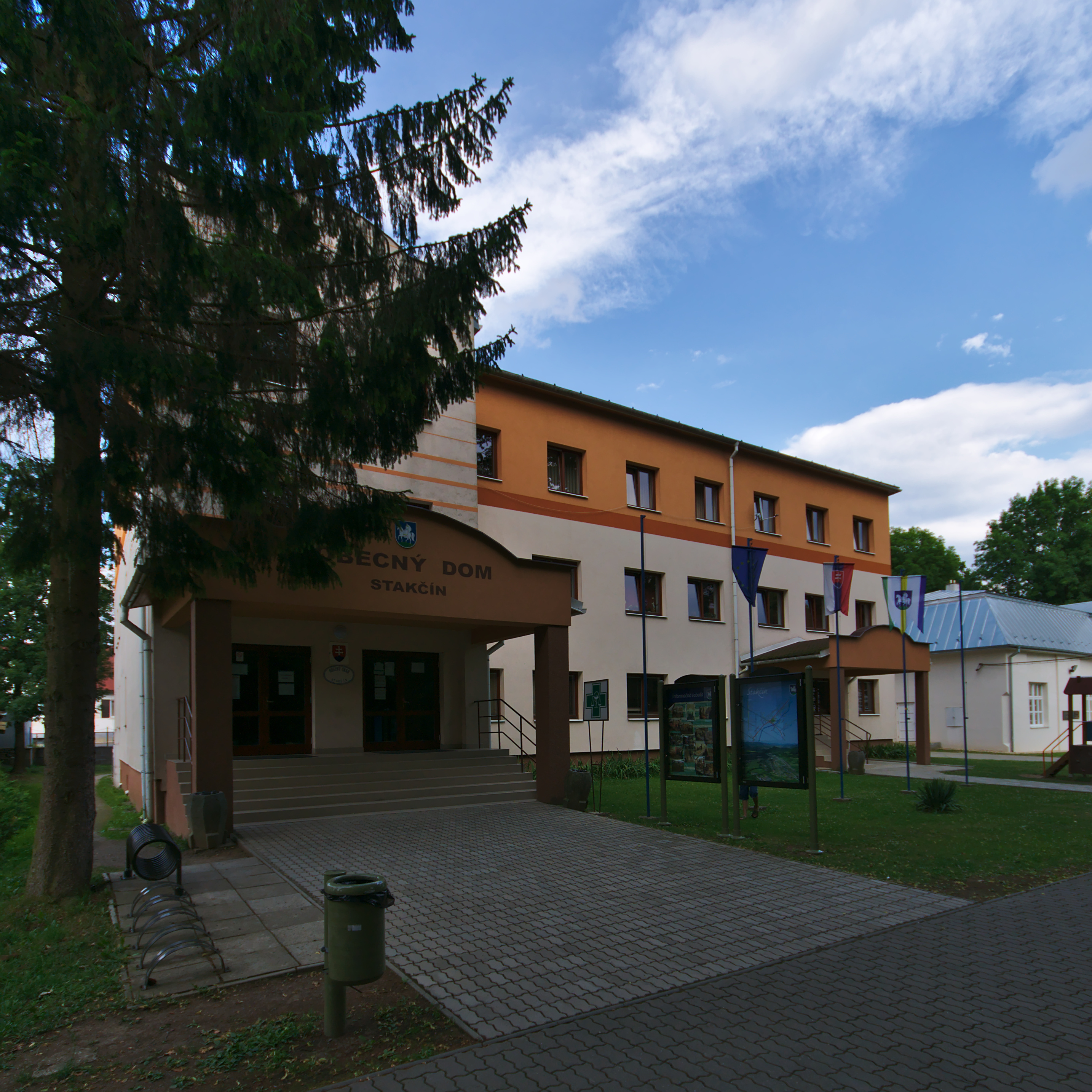
Obecní úřad s ubytováním
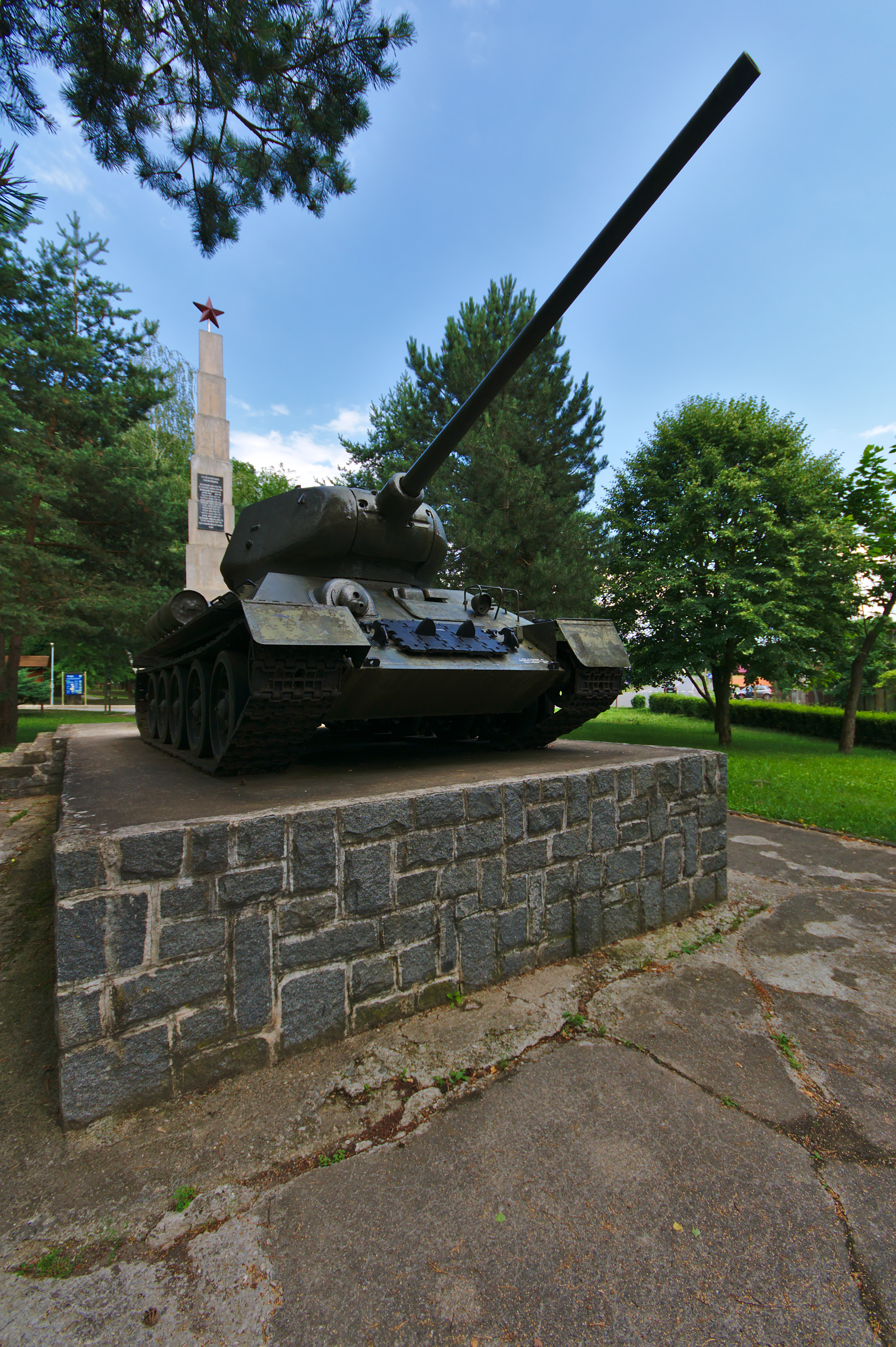
Památník padlým v centru obce